# Šum u operacionom pojačavaču
Šum realnih elektronskih komponenata zavisi od fizičkih procesa koji se u njoj odvijaju. On se najčešće modelira ekvivalentnim naponskim ili strujnim generatorima lociranim na ulaznim priključcima idealne komponente.
Operacioni pojačavači posjeduju šum čija je vrijednost određena vrstom upotrijebljenih komponenata i njihovom međusobnom vezom. Šum operacionog pojačavača se izračunava kada se modelira šum svakog njegovog sastavnog dijela prema dolje navedenom postupku. Za praktične potrebe, šum se prikazuje preko ekvivalentnih naponskih i strujnih generatora EnOP, In+, In- na ulazu, slika 1. Njihove spektralne gustine snage se daju kao izmjereni podaci u katalozima proizvođača.
Razmatraju se linearna kola.
Prvi važan korak u analizi se odnosi na odeđivanje varijanse zbira dva slučajna procesa. Ako su  i  dva statistički nezavisna (nekorelisana) slučajna signala, onda je varijansa njihovog zbira  jednaka zbiru varijansi svakog procesa pojedinačno:
{\displaystyle \sigma _{n}^{2}=\lim _{T\to \infty }{\frac {1}{T}}\int \limits _{0}^{T}(e_{n1}(t)+e_{n2}(t))^{2}dt=\sigma _{n1}^{2}+\sigma _{n2}^{2}+\lim _{T\to \infty }{\frac {1}{T}}\int \limits _{0}^{T}2e_{n1}(t)e_{n2}(t)dt=\sigma _{n1}^{2}+\sigma _{n2}^{2}} (1)
Kada je riječ o električnim signalima, predtodni rezultat znači da je efektivna vrijednost struje ili napona zbira dva slučajna signala jednaka korijenu iz zbira kvadrata efektivnih vrijednosti svakog signala pojedinačno:
{\displaystyle E_{n}={\sqrt {E_{n1}^{2}+E_{n2}^{2}}}} (2)
Tvrdnja važi i za zbir više od dva signala. Očigledno je da jedna efektivna vrijednost, koja je veća od svake druge, dominantno određuje zbirnu komponentu.
Drugi važan korak u izračunavanju ukupnog šuma kola je određivanje spektralne gustine snage  izlaznog signala, koji se dobija pri pobudi kola slučajnim signalom poznate spektralne gustine snage e2ng(f). Taj rezultat glasi:
{\displaystyle e_{ni}^{2}(f)=|A(jf)|^{2}e_{ng}^{2}(f)} (3)
I važi za linearno kolo čija je amplituda karakteristika prenosne funkcije jednaka . Na osnovu formule po kojoj se ukupna snaga šuma dobija integraljenjem spektralne gustine snage u cijelom opsegu učestanosti tj. od nule do beskonačnosti:
{\displaystyle E_{n}^{2}=\int \limits _{0}^{\infty }e_{n}^{2}(f)df} (4)
Iz prethodnog rezultata, dobija se efektivna vrijednost napona ili struje šuma na izlazu iz kola:
{\displaystyle E_{ni}(f)={\sqrt {\int \limits _{0}^{\infty }|A(jf)|^{2}e_{ng}^{2}(f)}}df} (5)
Kada su poznate spektralna gustina snage ulaznog šuma i prenosna funkcija kola. U praksi su, međutim, ova dva podatka često raspoloživa u grafičkom, a ne u analitičkom obliku. Na slici 2 su pokazane spektralna gustina snage ulaznog napona šuma i amplitudna karakteristika pojačavača. Spektralna gustina snage izlaznog signala se dobija prema formuli (4) kvadriranjem amplitudne karakteristike i njenim množenjem sa spektralnom gustinom snage ulaznog signala. U logaritamskoj razmjeri, te operacije se svode na sabiranje krive nacrtane punom linijom na slici 2b sa samom sobom i dodavanje dijagrama sa slike 2a na dobijeni zbir. Rezultat je pokazan isprekidanom linijom na slici 2b. Gragičkom integracijom se dalje može izračunati efektivna vrijednost izčaznog napopna šuma prema izrazu (5).
Korišćenjem rezultata opisanih formulama (3) i (5), moguće je u linearnom kolu, koje ima dva statistički nezavisna izvora šuma izračunati ukupan izlazni napon šuma. Prvo se odredi prenosna funkcija kola A1(jf), od mjesta gdje djeluje prvi izvor šuma spektralne gustine snage ), do izlaza. Koristeći formulu (4) izračunava se spektralna gustina snage  izlaznog signala. Istom procedurom se određuje spektralna gustina snage komponente izlaznog signala , stvorene usled prisustava drugog izvora šuma  kome odgovara prenosna funkcija A2(jf). Pošto su slučajni procesi nekorelisani (statistički nezavisni), ukupna spektralna gustina snage izlaznog signala, koju generišu oba izvora, je prost zbir pojedinačnih spektralnih gustina:
{\displaystyle e_{ni}^{2}=e_{ni1}^{2}(t)+e_{ni2}^{2}(t)=|A_{1}(jf)|^{2}e_{ng1}^{2}(f)+|A_{2}(jf)|^{2}e_{ng2}^{2}(f)} (6)
Primjenom formule (5) na prethodni izraz, izračunava se efektivna vrijednost napona šuma. Isti postupak se primjenjuje kada ima više od dva statistički nezavisna šuma.
U praksi je posebno interesantno dobiti informaciju za neko kolo, koja kazuje kolika je najmanja amplituda A0 ulaznog korisnog signala, koji se može pojačati u prisustvu šuma tako, da se na izlazu odvoji od šuma. U tu svrhu se koristi rezultat (6) za spektralnu gustinu snage ukupnog signala naizlazu. Njegovim dijeljenjem sa amplitudnom karakteristikom prenosne funkcije  izračunate od ulaza do izlaza pojačavača, dobija se spektralna gustina snage e2ng(f) ekvivalentnog ulaznog generatora šuma, koji bi doveo do istog izlaznog šuma, kao i generatori sa spektralnim gustinama  i :
{\displaystyle e_{ng}^{2}={\frac {|A_{1}(jf)|^{2}e_{ng1}^{2}(f)+|A_{2}(jf)|^{2}e_{ng2}^{2}(f)}{|A(jf)|^{2}}}} (7)
Integraljenjem prethodnog izraza po formuli(5), dobija se efektivna vrijednost napona ekvivalentnog ulaznog šuma pojačavača Enge. Prema tome, ako je amplituda ulaznog korisnog signala A0 veća od ekvivalentnog ulaznog napona šuma pojačavača Enge, onda je ulaznio signal moguće odvojiti od šuma na izlazu kola.
Radi jednostavnijeg proračuna, efektivna vrijednost ekvivalentnog ulaznog napona šuma pojačavača Enge se , često, procjenjuje približno. Efektivna vrijednost napona ukupnog izlaznog šuma Engi dobijena integracijom izraza (6) prema formuli (5) se dijeli sa pojačanjem A0 od ulaza do izlaza u propusnom opsegu:
{\displaystyle E_{nge}={\frac {E_{ng0}}{A_{0}}}} (8)
Napon ekvivalentnog ulaznog šuma određen integracijom izraza (7) zavisi od otpornosti Rg pobudnog feneratora, koji daje korisni signal. Stoga pri izmjeni Rg, cio postupak računanja mora biti ponovljen. Da bi se taj nedostatak prevazišao, uvodi se ekvivalentno predstavljanje šuma nekog četvoropola preko ulaznog naponskog i strujnog generatora. Na slici 3 je prikazan četvoropol
koji ima više nekorelisanih izvora šuma. Isti četvoropol, ali bez izvora šuma, dat je na slici 3 na kojoj je šum ekvivalentno predstavljen ulaznim naponskim generatorom šuma, čija je spektralna gustina snage , i ulaznim strujnim generatorom šuma spektralne gustine . Vrijednost spektralne gustine snage  se određuje prema postupku opisanim uz izraz (6) za ekvivalentni šum na ulazu kada su ulazni krajevi četvoropola na slikama 3a i 3b kratko spojeni. Spektralna gustina snage strujnog izvora i2gu(f) se dobija istim postupkom, ali kada su ulazni krajevi četvoropola otvoreni. U pogledu generisanja izlaznog šuma, kola na slikama 3a i 3b su ekvivalentana pri svakoj vrijednosti otpornosti  pobudnog generatora. Pošto potiču od istih slučajnih procesa, ekvivalentni šumovi  i  nisu statistički nezavisni (oni su korelisani). Srećom u većini praktičnih slučajeva, spektralna gustina snage jednog od ulaznih generatora je izraženija, pa se korelacija može zanemariti.

## Primjena u praksi
Svaki analogni uređaj i svaki A/D konvertor ugrađeni u audio sistem doprinose nivou šuma na njegovom izlazu. Ovi signali se sabiraju duž sistema i na izlazu se javlja njihov energetski zbir. Svi uređaji nisu isti u pogledu šuma koji se u njima javlja, pa postoje karakteristični elementi u audio sistemima u kojima je šum koji nastaje veći po amplitudama nego u drugim.
Termički šum određuje prag osjetljivosti mikrofona. Specifičnost koja izdvaja mikrofon od ostalih uređaja u elektroakustičkim sistemima je nizak nivo izlaznog signala. Zbog toga je u mikrofonima relativno malo rastojanje između nivoa termičkog šuma i nivoa korisnog signala. U odnosu na elektronske uređaje kroz koje će mikrofonski signal kasnije prolaziti, dinamički opseg mikrofona je značajno manji.
Dinamički opseg mikrofona definisan je odnosom najvišeg nivoa zvuka pri kome mikrofon na izlazu daje signal sa prihvatljivim izobličenjima, što predstavlja gornju granicu njegovog dinamičkog opsega, i najnižeg nivoa zvuka koji na izlazu može dati
upotrebljiv signal, što je donja granica. Gornja granica dinamičkog opsega dominantno je određena ograničenjima linearnosti u mehaničkom odzivu membrane. Donja granica dinamičkog opsega mikrofona određena je njegovim sopstvenim termičkim šumom. Spoj mikrofona sa odgovarajućim pojačavačem čini elektronsko kolo. U njemu se, osim generatora korisnog signala, javlja i generator termičkog šuma elektromotorne sile. Da bi šum bio primjetan, koristan mikrofonski signal koji nastaje u procesu pretvaranja treba da bude veći od njegovog termičkog šuma. Time je definisana donja granica dinamičkog opsega mikrofona. Kada mikrofon radi sa niskim nivoima zvučne pobude njegov sopstveni šum je osnovni ograničavajući faktor. Ako se koristi mikrofon sa vrlo malom osjetljivošću, koristan signal će biti još bliži termičkom šumu. Kada se u daljem procesu mikrofonski signal adekvatno pojača da bi se proslijedio dalje, pojača se i njegov termički šum. U eventualnim pauzama zvučne pobude šum sa izlaza mikrofona postaje čujan. Prema tome, sopstveni termički šum, koji nastaje u kolu svakog mikrofona kada je povezan na pojačavač, određuje donju marginu njegove primjene. Termički šum određuje najtiši zvuk koga mikrofon može registrovati, to jest njegov prag osjetljivosti.

## Literatura
- Basic Operational Amplifiers and Linear Integrated Circuits; 2nd Ed; Thomas L Floyd; David Buchla; 593 pages. 1998.  978-0-13-082987-0..
- Design with Operational Amplifiers and Analog Integrated Circuits; 3rd Ed; Sergio Franco; 672 pages. 2002.  978-0-07-232084-8.. (book website)
- Operational Amplifiers and Linear Integrated Circuits; 6th Ed; Robert F Coughlin; 529 pages. 2000.  978-0-13-014991-6..
- Op-Amps and Linear Integrated Circuits; 4th Ed; Ram Gayakwad; 543 pages. 1999.  978-0-13-280868-2..
- Op Amps For Everyone; 1st Ed; Ron Mancini; 464 pages; 2002; Texas Instruments SLOD006B. (Free PDF Download)

## Spoljašnje veze
- Архивирано на веб-сајту  (20. март 2012)